# Sunflower
Sunflower — міжнародна гра зі світової (української та зарубіжної) літератур. 

## Мета конкурсу
- активне залучення учнів до найвищих досягнень світової літератури і культури, загальнолюдських і національних духовних цінностей;
- виховання естетичного смаку, високої читацької і загальної культури;
- формування навичок аналізу літературного матеріалу;
- вироблення імунітету проти низькопробних явищ масової культури;
- допомога учням в опрацюванні методик роботи із тестовими формами контролю навчальних досягнень.

Гра повинна викликати зацікавлення до світової літератури, сприяти підвищенню кваліфікації вчителя зарубіжної літератури, активізувати позакласну і позашкільну роботу, сприяти у підготовці до ЗНО.

## Організація та проведення
Гра відбувається в останні дні листопада щорічно, починаючи від 2016 року (у 2018 році — 29 листопада). За надісланими організаторами завданнями, під керівництвом учителя-координатора, охочі учні беруть участь, відповідно до того навчального закладу та класу, в якому навчаються.

## Визначення переможців
Переможців гри визначають за сумарною кількістю набраних балів. Переможці гри отримують призи та дипломи, усі учасники — сертифікати.

## Світлини

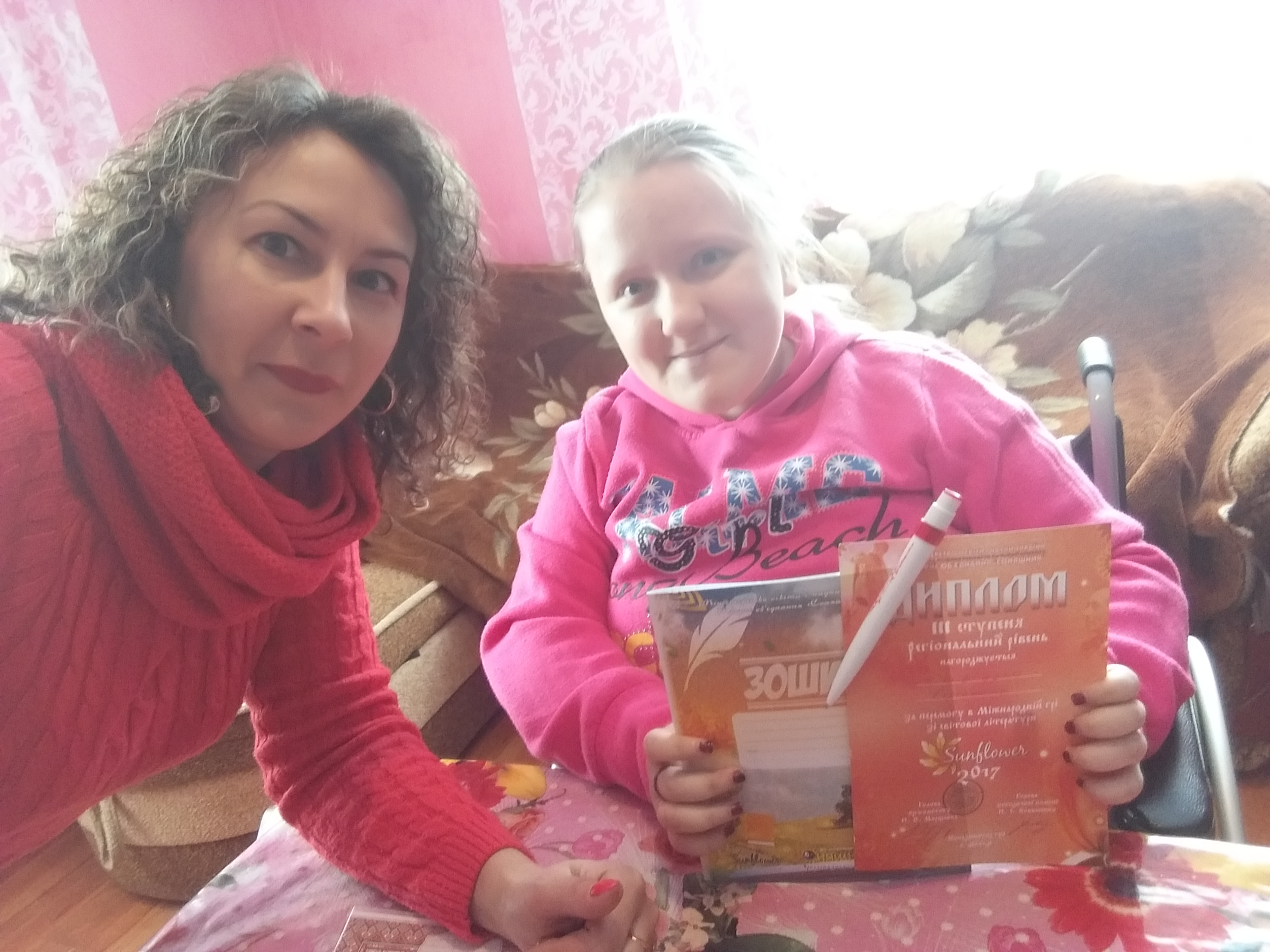
Подарунки призеру гри «Sunflower»: диплом, зошит та ручка
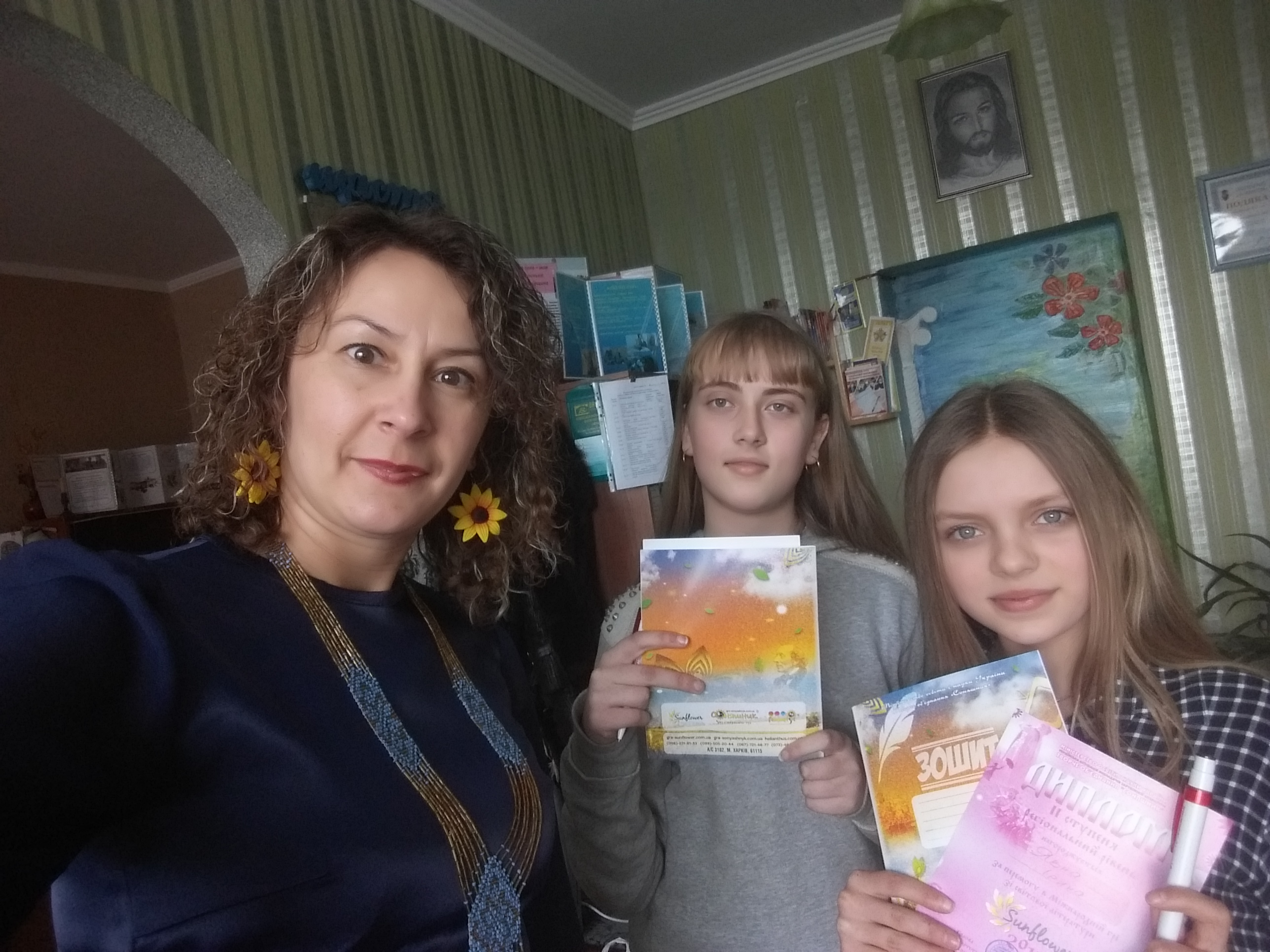
Подарунки за участь у грі «Sunflower» Колиндянська ЗОШ І-ІІІ ступенів
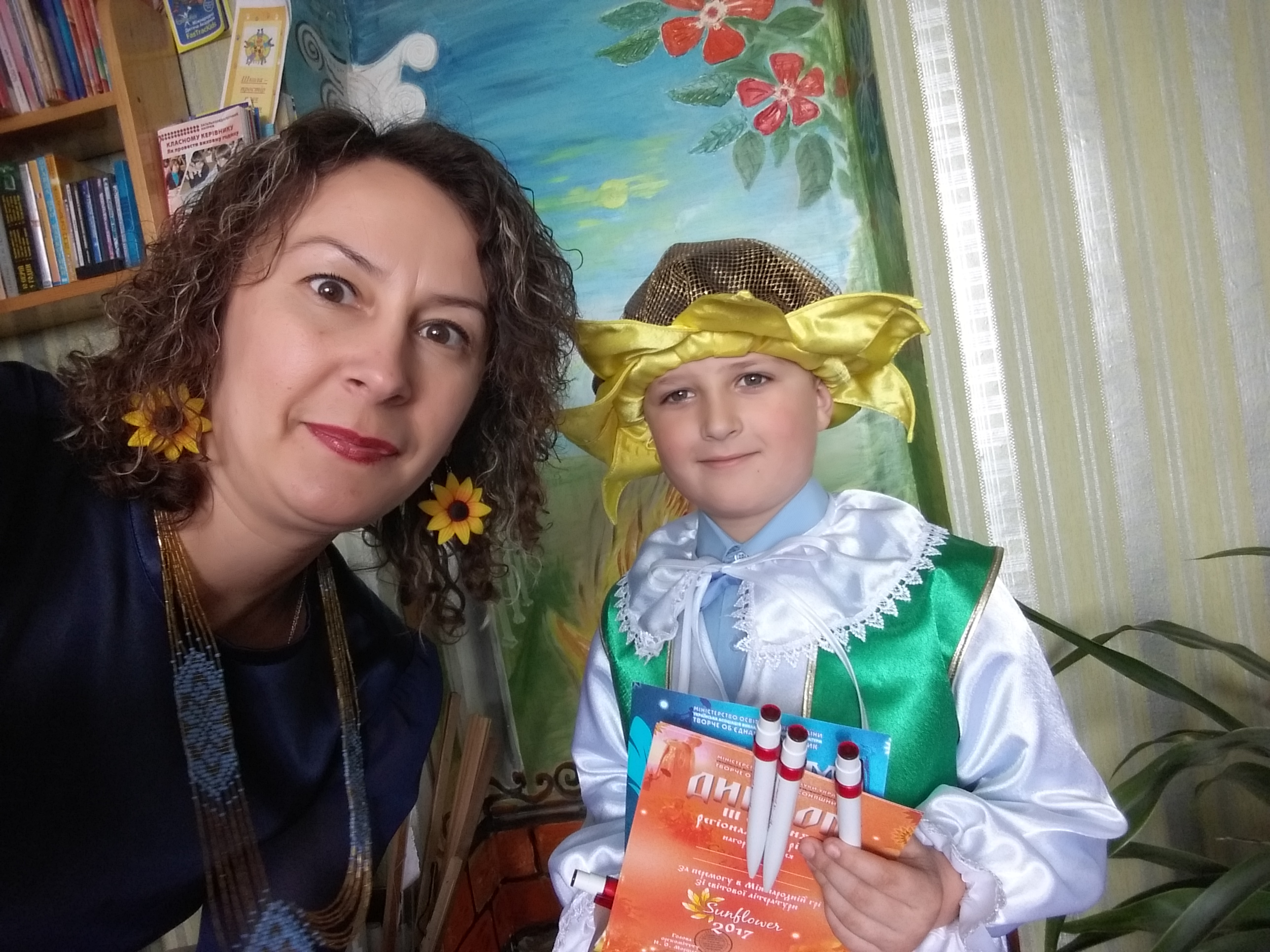
Символічне вручення подарунків гри «Sunflower» у Колиндянській ЗОШ І-ІІІ ступенів